# 토르네오 데 베라노
토르네오 데 베라노(스페인어: Torneo de Verano, 여름 대회)는 아르헨티나 프리메라 디비시온의 아페르투라와 클라우수라 사이 비 시즌, 여름(북반구의 겨울)에 열리는 친선 축구대회이다. 매년 1월과 2월 중에 열린다. 시즌을 준비하기 위한 연습경기 같은 성격이 강했으나 점차 많은 관중을 모으는 대회로 발전해 왔다.

## 싱코 그란데스와 여름 대회
그 중 코파 데 오로 (Copa de Oro)는 1969년 시작된 아르헨티나와 외국 클럽들 간의 친선경기로써 이러한 여름 대회의 초기 모델이라 할 수 있다. 아르헨티나의 휴양도시 마르델플라타에서 개최된 이 대회는 브라질의 SE 파우메이라스, 오스트리아의 SK 라피트 빈, 헝가리의 MTK 부다페스트, 슬로바키아의 ŠK 슬로반 브라티슬라바가 보카 주니어스, 에스투디안테스, 그리고 마르델플라타 온세(Mar del Plata XI)와 함께 대회에 참가했었다. 이듬해부터는 브라질, 우루과이, 파라과이 팀들이 주로 참가했고, 이따금 헝가리나 체코슬로바키아와 같은 유럽의 국가대표팀들이 참가하기도 했다.

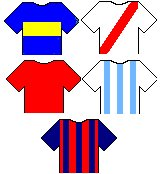
싱코 그란데스

1980년대부터 여름 대회는 주요한 아르헨티나 클럽팀들이 참가하는 방식으로 진행되고 있는데, 바로 아르헨티나의 5강(Cinco grandes 싱코 그란데스[*]: 보카, 리베르, 인데펜디엔테, 라싱, 산로렌소)끼리 경기를 갖는 것이다. 여기에 종종 6강으로 꼽히기도 하는 벨레스 사르스필드나 에스투디안테스도 참가하곤 한다.
1990년대 이후 몇 년간 코파 데 오로와 동시에 열리기도 했던 코파 시우다드 데 마르델플라타(Copa Ciudad de Mar del Plata)가 코파 데 오로를 대체하여 가장 중요한 '여름 대회'로써 지위를 차지하기도 했고, 지금은 역시 같은 곳에서 열리는 토르네오 펜타고날 데 베라노(Torneo Pentagonal de Verano, 과거의 코파 데 베라노Copa de Verano)가 그 지위를 차지하고 있다. 이러한 여름대회는 주로 여름 휴양지인 마르델플라타나 살타, 멘도사에서 열린다.
아르헨티나 축구에서 가장 중요한 두 팀, 보카 주니어스와 리버 플레이트만이 참가하는 단판 승부 컵대회도 있는데, 코파 레반차(Copa Revancha)와 코파 데사피오(Copa Desafío)가 바로 그 것이다.

## 그 밖의 여름 대회
그 밖에도 여름에는 각 도시나 기업이 스폰서로 참여하는 많은 컵대회가 열린다. 하지만 앞에서 언급한 대회에 비해 비정규적으로 열리며 싱코 그란데스 중 한 팀도 참가하지 않는 경우도 많아 비중이 좀 떨어지는 편이다. 코르도바를 연고지로 하는 팀들이 참가하는 시우다드 데 코르도바(Copa Ciudad de Córdoba)가 그러한 대표적 여름 대회이다. 코파 시우다드 데 탄딜(Copa Ciudad de Tandil)이나 코파 델 수르(Copa del Sur)도 주요한 여름대회로 꼽힌다. 코파 델 수르는 그란 부에노스아이레스 남부를 연고로 하는 아르세날, 킬메스, 라누스, 힘나시아 라 플라타가 주요 참가팀이며 초청팀으로 로사리오 센트랄 등이 가끔 참가하곤 한다.

## 역대 기록

### 대회별 우승 팀
| 연도 | 대회명 | 장소                                                 | 우승 팀                                                                                     |
| ---- | --- | ---------------------------------------------------- | ------------------------------------------------------------------------------------------- |
| 1968 | 코파 리베르타드 시우다드 델 마르 델 플라타 | 마르델플라타                                         | 산로렌소 바사스 ()                                                                          |
| 1969 | 코파 데 오로 | 마르델플라타                                         | 보카 주니어스                                                                               |
| 1970 | 코파 데 오로 | 마르델플라타                                         | 라싱 클럽                                                                                   |
| 1971 | 코파 데 오로 | 마르델플라타                                         | 보카 주니어스                                                                               |
| 1972 | 코파 델 아틀란티코 | 마르델플라타                                         | 파우메이라스 ()                                                                             |
| 1973 | 코파 데 오로 | 마르델플라타                                         | 산로렌소                                                                                    |
| 1974 | 코파 데 오로 | 마르델플라타                                         | 취소                                                                                        |
| 1975 | 코파 데 오로 | 마르델플라타                                         | 보카 주니어스                                                                               |
| 1976 | 미개최 | 미개최                                               | 미개최                                                                                      |
| 1977 | 코파 데 오로 | 마르델플라타                                         | 국가대표팀 ()                                                                               |
| 1978 | 코파 데 오로 | 마르델플라타                                         | 보카 주니어스                                                                               |
| 1979 | 토르네오 마르델플라타 | 마르델플라타                                         | 리버 플레이트                                                                               |
| 1980 | 코파 데 오로 | 마르델플라타                                         | 인데펜디엔테                                                                                |
| 1981 | 코파 데 오로 코파 데 오로 | 마르델플라타 코르도바                                | 인데펜디엔테 타예레스                                                                       |
| 1982 | 코파 데 오로 | 마르델플라타                                         | 리버 플레이트                                                                               |
| 1983 | 코파 데 오로 | 마르델플라타                                         | 보카 주니어스                                                                               |
| 1984 | 코파 데 오로 | 마르델플라타                                         | 보카 주니어스                                                                               |
| 1985 | 코파 데 오로 | 마르델플라타                                         | 인데펜디엔테                                                                                |
| 1986 | 코파 데 오로 코파 데 오로-2차 | 마르델플라타                                         | 리버 플레이트                                                                               |
| 1987 | 코파 데 오로 헤네랄 푸레이돈 | 마르델플라타                                         | 보카 주니어스 리버 플레이트                                                                 |
| 1988 | 시우다드 마르델플라타 | 마르델플라타                                         | 보카 주니어스                                                                               |
| 1989 | 엘 그라피코 70주년 | 마르델플라타                                         | 나시오날 ()                                                                                 |
| 1990 | 코파 데 오로 시우다드 데 마르델플라타 | 마르델플라타                                         | 보카 주니어스 리버 플레이트                                                                 |
| 1991 | 코파 데 오로 시우다드 데 마르델플라타 라시모 데 오로 시우다드 데 코르도바 네우켄                                                                      | 마르델플라타 멘도사 코르도바 네우켄                  | 보카 주니어스 뉴얼스 올드 보이스 벨그라노 라누스                                            |
| 1992 | 코파 데 오로 시우다드 데 마르델플라타 코파 레반차 | 마르델플라타                                         | 산로렌소 보카 주니어스                                                                      |
| 1993 | 코파 데 오로 코파 데사피오 시우다드 데 마르델플라타 코파 레반차 시우다드 데 코르도바 코파 데사피오                                                    | 마르델플라타 코르도바                                | 보카 주니어스 산로렌소 리버 플레이트 벨그라노                                               |
| 1994 | 코파 데 오로 코파 데사피오 코파 레반차 디아리오 라 보스 90주년                                                                                        | 멘도사 코르도바                                      | 산로렌소 보카 주니어스 벨그라노                                                             |
| 1995 | 코파 데 오로 시우다드 데 마르델플라타 코파 레반차 코파 데 오로 코파 데사피오 프로빈시아 데 멘도사                                                     | 마르델플라타 멘도사                                  | 리버 플레이트 산로렌소 리버 플레이트 보카 주니어스 리버 플레이트 인데펜디엔테               |
| 1996 | 코파 데 오로 시우다드 데 마르델플라타 코파 레반차 코파 데 오로 코파 데사피오 프로빈시아 데 멘도사                                                     | 마르델플라타 멘도사                                  | 인데펜디엔테 벨레스 사르스필드 리버 플레이트 산로렌소 리버 플레이트 라싱 클럽               |
| 1997 | 코파 데 오로 시우다드 데 마르델플라타 코파 데사피오 코파 데 오로 프로빈시아 데 멘도사 코파 레반차                                                     | 마르델플라타 멘도사                                  | 인데펜디엔테 산로렌소 보카 주니어스 리버 플레이트 라싱 클럽 리버 플레이트                   |
| 1998 | 코파 데 오로 시우다드 데 마르델플라타 코파 데사피오 코파 데 오로 프로빈시아 데 멘도사 코파 레반차                                                     | 마르델플라타 멘도사                                  | 라싱 클럽 산로렌소 보카 주니어스 벨레스 사르스필드 보카 주니어스                            |
| 1999 | 코파 데 오로 시우다드 데 마르델플라타 코파 데사피오 코파 데 오로 프로빈시아 데 멘도사 코파 레반차 시우다드 데 코르도바 프로빈시아 데 부에노스아이레스 | 마르델플라타 멘도사 코르도바 라 플라타               | 산로렌소 라싱 클럽 보카 주니어스 인데펜디엔테 산로렌소 보카 주니어스 로사리오 센트랄 우라칸 |
| 2000 | 코파 데 오로 시우다드 데 마르델플라타 시우다드 데 코르도바                                                                                            | 마르델플라타 코르도바                                | 보카 주니어스 리버 플레이트                                                                 |
| 2001 | 코파 페르소날 코파 페르소날 시우다드 데 코르도바 | 마르델플라타 멘도사 코르도바                         | 보카 주니어스 타예레스                                                                      |
| 2002 | 코파 데사피오 시우다드 데 마르델플라타 코파 레반차 시우다드 데 코르도바 네우켄/살타                                                                   | 멘도사 마르델플라타 멘도사 코르도바 살타             | 리버 플레이트 라싱 클럽 리버 플레이트 벨그라노 인데펜디엔테                                 |
| 2003 | 코파 데사피오 코파 데 베라노 코파 레반차 | 마르델플라타 , 살타, 멘도사                          | 보카 주니어스                                                                               |
| 2004 | 펜타고날 데 베라노 코파 레반차 시우다드 데 마르델플라타                                                                                               | 마르델플라타, 살타, 멘도사 마르델플라타              | 산로렌소 리버 플레이트 인데펜디엔테                                                         |
| 2005 | 펜타고날 데 베라노 코파 레반차 시우다드 데 살타 시우다드 데 탄딜                                                                                      | 마르델플라타, 살타, 멘도사 살타 탄딜                 | 산로렌소 보카 주니어스 인데펜디엔테 아르세날                                                |
| 2006 | 펜타고날 데 베라노 코파 데사피오 시우다드 데 마르델플라타 시우다드 데 탄딜 코파 센테나리오                                                            | 마르델플라타, 살타 마르델플라타 탄딜 마르델플라타    | 보카 주니어스 리버 플레이트 에스투디안테스 아르세날 에스투디안테스                          |
| 2007 | 펜타고날 데 베라노 코파 데사피오 코파 레반차 시우다드 데 탄딜 코파 시우다드 데 코르도바                                                               | 마르델플라타, 살타 마르델플라타 멘도사 탄딜 코르도바 | 리버 플레이트 반필드 벨레스 사르스필드                                                      |
| 2008 | 코파 레반차 프로빈시아 데 살타 펜타고날 데 베라노 시우다드 데 부에노스아이레스 시우다드 데 탄딜                                                       | 멘도사 살타 마르델플라타 리니에르스 탄딜             | 리버 플레이트 인데펜디엔테 리버 플레이트 라누스 올림포                                      |
| 2009 | 코파 레반차 코파 시우다드 데 코르도바 시우다드 데 마르델플라타 펜타고날 데 베라노 시우다드 데 탄딜                                                    | 멘도사 코르도바 마르델플라타 , 멘도사, 살타 탄딜     | 보카 주니어스 라누스 힘나시아 라 플라타 보카 주니어스 고도이크루스                          |

### 팀별 우승 횟수
- 보카 주니어스: 37
- 리버 플레이트: 25
- 산로렌소: 13
- 인데펜디엔테: 11
- 라싱 클럽: 6
- 벨그라노: 5
- 라누스: 3
- 벨레스 사르스필드: 3
- 아르세날:2
- 에스투디안테스: 2
- 타예레스: 2
- 힘나시아 라 플라타 : 1
- 고도이크루스 : 1
- 올림포: 1
- 반필드: 1
- 우라칸: 1
- 뉴얼스 올드 보이스: 1
- 로사리오 센트랄: 1
- 국가대표팀 (): 1
- 나시오날 (): 1
- 파우메이라스 (): 1
- 바사스 (): 1